# هارپر (تگزاس)
هارپر (به انگلیسی: Harper) یک منطقهٔ مسکونی در ایالات متحده آمریکا است که در شهرستان گیلسپی، تگزاس واقع شده‌است. هارپر ۱۴۶٫۷ کیلومتر مربع مساحت و ۱٬۱۹۲ نفر جمعیت دارد و ۶۲۶ متر بالاتر از سطح دریا واقع شده‌است.